# Cantone di Briançon-2
Il Cantone di Briançon-2 è una divisione amministrativa dell'arrondissement di Briançon.
È stato costituito a seguito della riforma approvata con decreto del 20 febbraio 2014, che ha avuto attuazione dopo le elezioni dipartimentali del 2015, ridefinendo il soppresso cantone di Briançon-Nord.

## Composizione
Comprende parte della città di Briançon e i 3 comuni di:
- Montgenèvre
- Névache
- Val-des-Prés